# Lecithocera pogonikuma
Lecithocera pogonikuma – gatunek motyli z rodziny Lecithoceridae i podrodziny Lecithocerinae.
Gatunek ten opisany został w 1999 roku przez Chunsheng Wu i Kyu-Tek Parka, którzy jako miejsce typowe wskazali Udawattakele na Sri Lance.
Motyl o jasnoochrowożółtych głowie, czułkach i tułowiu oraz ochrowych głaszczkach. Przednie skrzydła o rozpiętości 8 mm jasnoochrowożółte, wierzchołkowo ochrowobrązowe, opatrzone ciemnobrązową plamą. Strzępiy jasnoochrowożółte, a tylne skrzydła ochrowe. Narządy rozrodcze samców odznaczają się: długimi płatkami nasadowymi unkusa, tarczowatą jukstą z krótkim wyrostkiem ogonowym oraz długą walwą ściętą ku zaokrąglonemu końcowi.
Gatunek endemiczny dla Sri Lanki.